# Ophrys speculum
Ophrys speculum (лат.) — вид однодольных растений рода Офрис (Ophrys) семейства Орхидные (Orchidaceae).
Это травянистое луковичное растение, геофит, достигающее высоты 25-30 см. Нижние листья яйцевидно-ланцетные, расположенные в розетке. Соцветие состоит из 2—8 цветков. Чашелистики имеют зеленоватый цвет с коричневыми прожилками. Губа трёхлопастная, оправленная красновато-коричневыми толстыми волосками. Лепестки короткие, опушенные, имеют фиолетовый цвет. Лепестки яйцевидные, голубой граничит с жёлтым, который является основным, боковые лепестки ланцетные, жёлто-красные.
Цветёт с марта по апрель. Своим внешним видом и запахом цветки привлекают самцов сколий Dasyscolia ciliata, во время псевдокопуляции к голове осы приклеивается пакет с пыльцой. В районах, где насекомых-опылителей нет, может размножаться вегетативным способом.
Вид присутствует в Португалии, Гибралтаре, Испании, Италии и Франции, а также в Марокко, Алжире, Тунисе, Ливии, на нескольких островах Эгейского моря, в Анатолии и Ливане. Растёт на лугах, в кустарниках и лесах с преобладанием известковых почв на высотах от 0 до 1200 метров над уровнем моря.

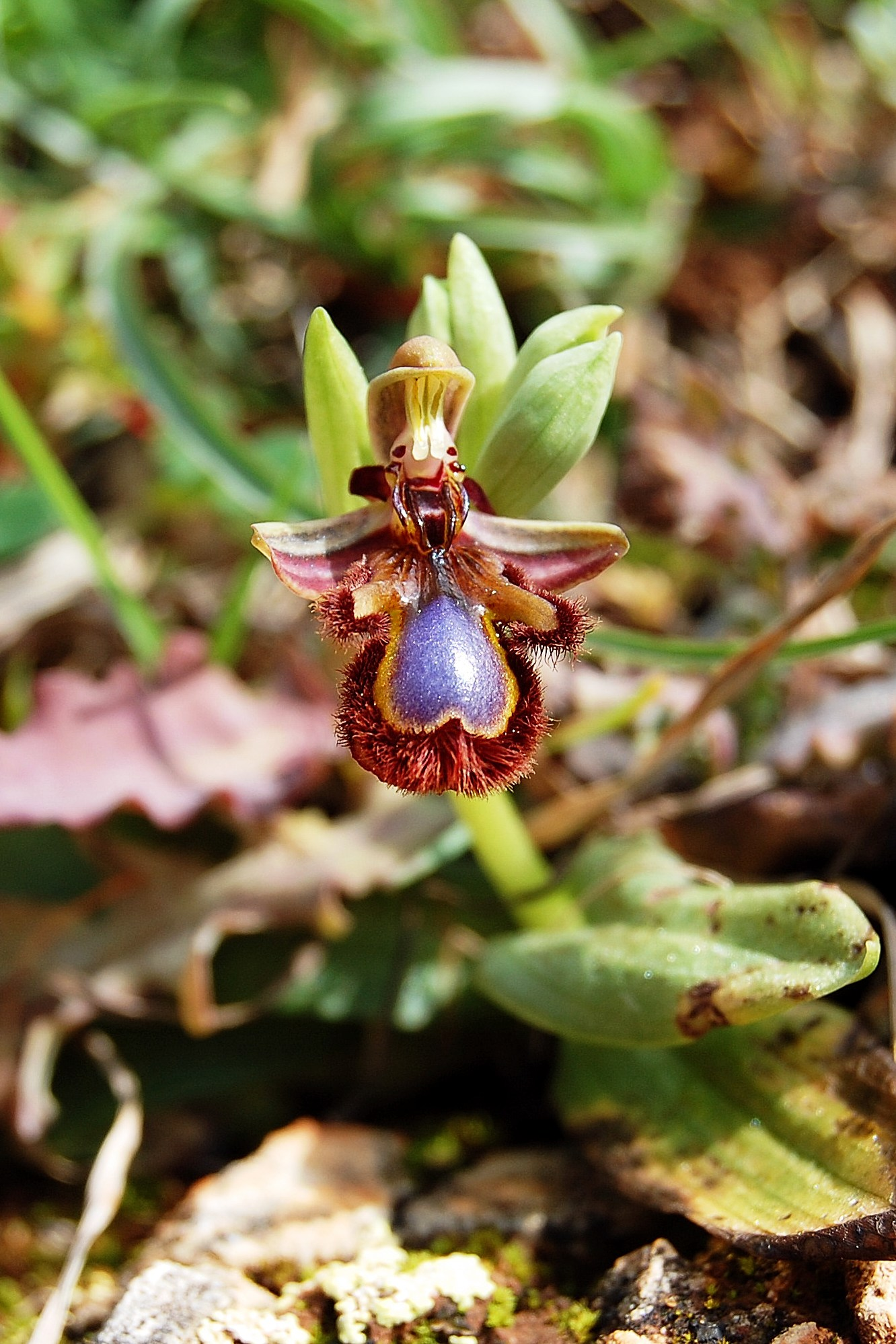
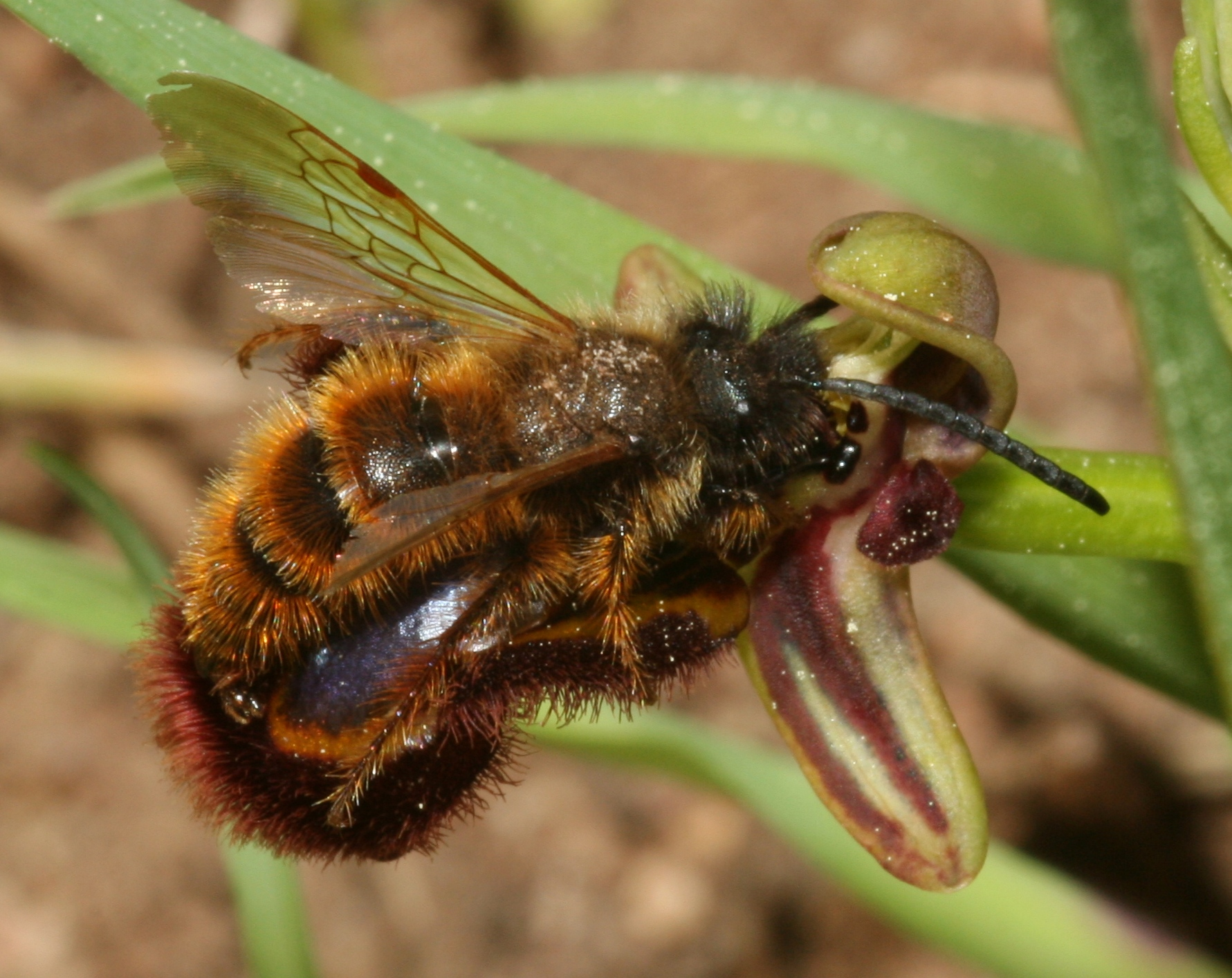
Dasyscolia ciliata на цветке
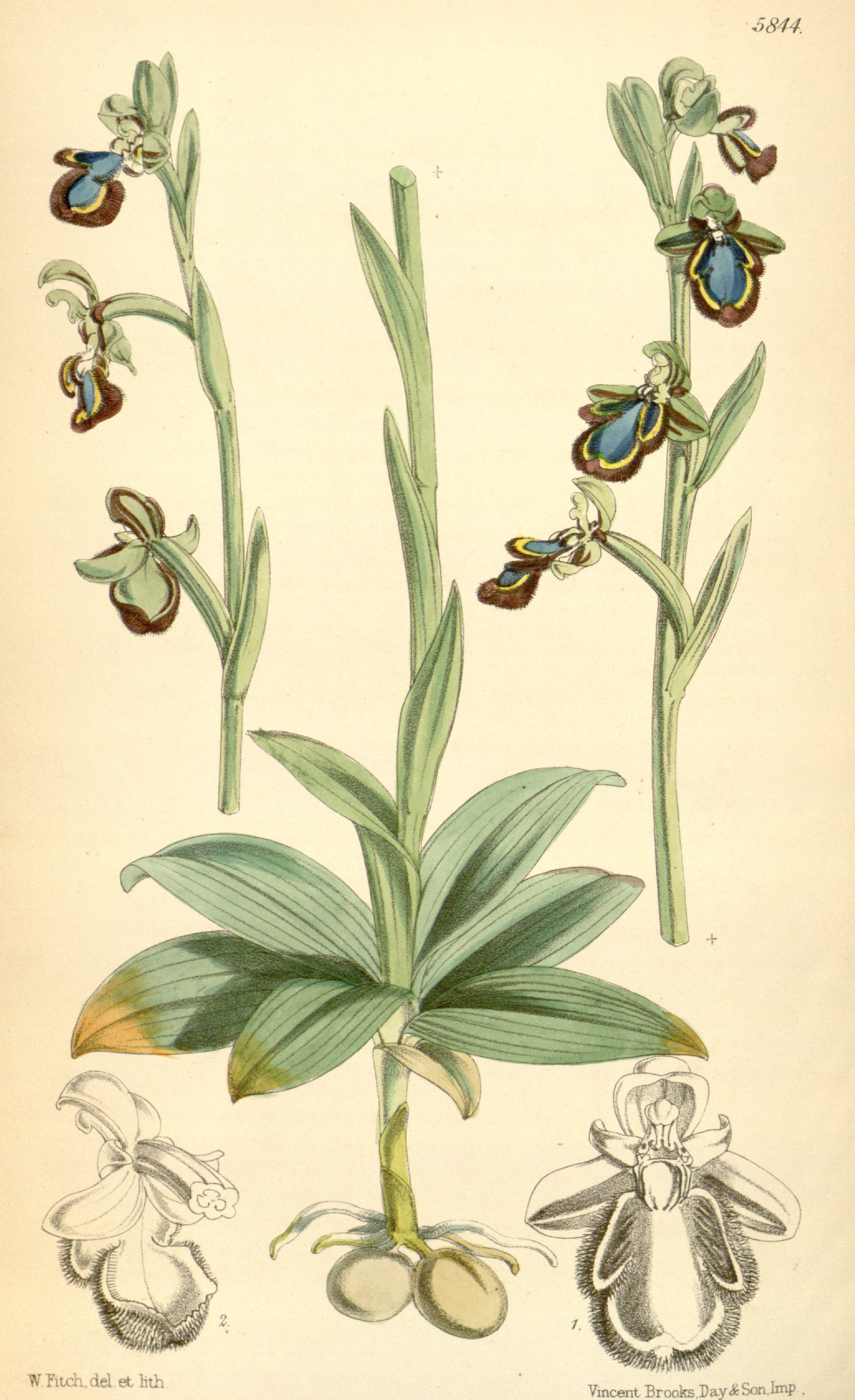